# Означивание
Означивание («signifyin'» или прост. «signifyin(g)») — одна из форм игры слов в афро-американской культуре, связанная с использованием непрямого высказывания, ведущего к разрыву между означающим и переносным(и) смыслом(ами) слова. Простой пример: оскорбление кого-либо с целью показать своё расположение. 
Означивание актуализирует коннотативные, контекстуальные значения слова, которые доступны только тем, кто разделяет культурные ценности данного речевого сообщества. Само определение signifyin' происходит из рассказов об Означивающей обезьяне (Signifying Monkey), персонаже-трикстере, который, очевидно, появляется в период рабства в Соединенных Штатах.
Американский литературный критик Генри Луис Гейтс-младший написал в своей книге «Означивающая обезьяна» (1988), что signifyin' — это «троп, в который входят несколько других тропов, в том числе метафора, метонимия, синекдоха и ирония (мастер тропов), а также гиперболы, литоты, и металепсис. К этому списку мы могли бы легко добавить апории, хиазм и катахрезу, которые используются в ритуале Signifyin(g)».

## Происхождение и особенности
Термин Signifyin(g) ввел Генри Луис Гейтс-младший, но идея проистекает из мысли Фердинанда де Соссюра об означении (сигнификации) как процессе установления «связи между словами и идеями, которые они обозначают». Гейтс берет эту идею об означении — signifying — и «дублирует» ее, чтобы объяснить, в свою очередь, означивание — signifyin(g): в «черном» разговорном совершается «комплексный акт означивания и на формальном языке, и на конвенциональном языке — конвенциональном, по крайней мере, с „официальной“ точки зрения среднего класса белых людей».

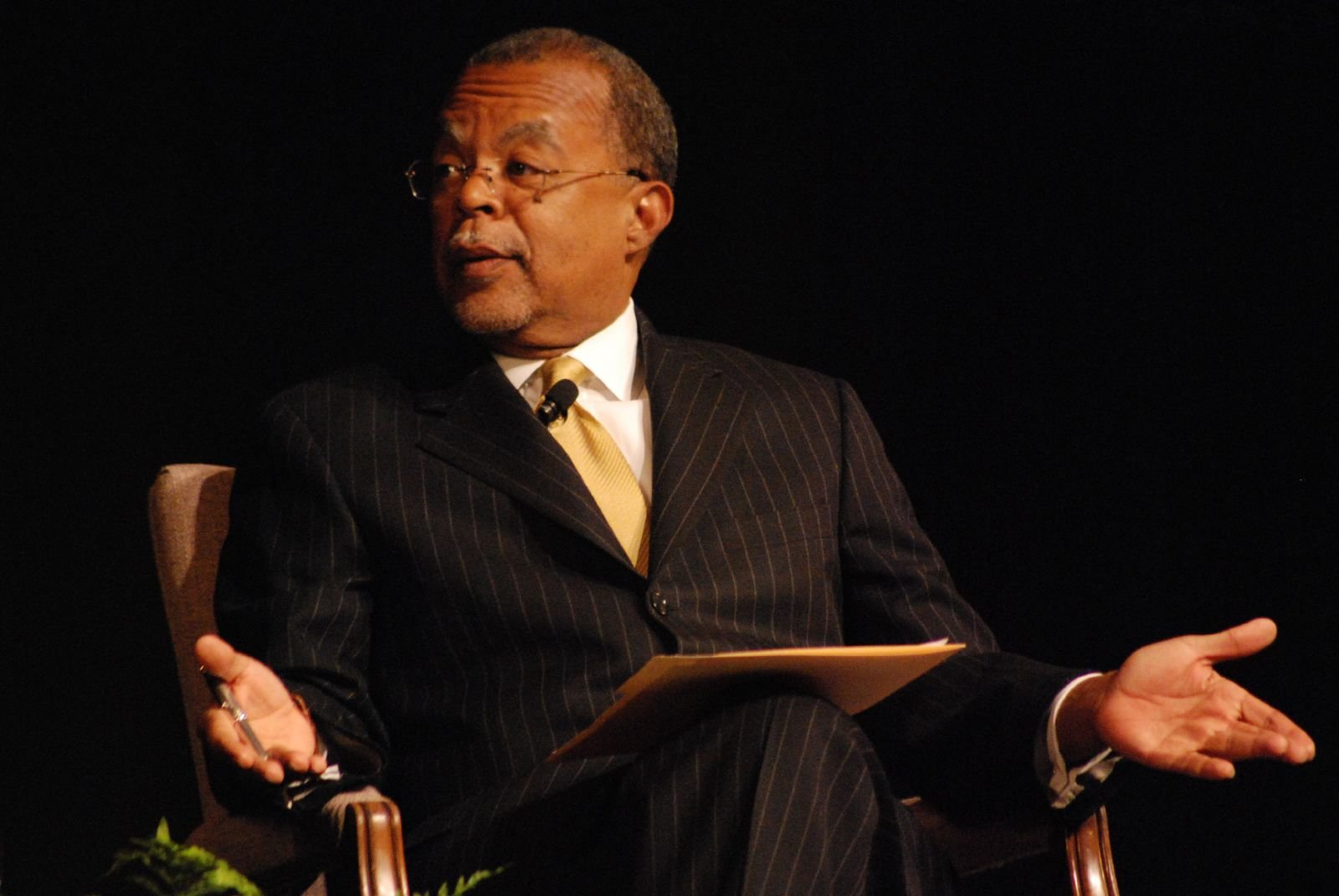
Генри Луис Гейтс-младший: означивание — это как «блуждание в неведении в зеркальном зале», и поэтому означивание всегда есть акт удвоения.

Гейтс исследует способы различения означивания и означения. По мнению Гейтса, эта практика происходит от архетипа трикстера, широко представленного в африканской мифологии, фольклоре и религии: это может быть бог, богиня, дух, мужчина, женщина или антропоморфное животное, которое подшучивает, разыгрывает, дурачится, обманывает или каким-то другим образом не подчиняется обычным правилам и общественным нормам. На практике, означивание часто принимает форму цитирования из субкультурного английского языка афро-американцев, расширяя значение высказывания, в том числе с помощью риторических фигур.
По определению Гейтса, «это уникальный негритянский риторический концепт, исключительно текстуальный или лингвистический, по которому второе утверждение или фигура речи повторяет, создает троп на этой основе или меняет первое».
Само выражение происходит из многочисленных сказок про Означивающую обезьяну, фольклорного трикстера, появляющегося как раз во времена рабства в США. В большинстве этих повествований, обезьяна умудряется обмануть могущественного Льва с помощью тропа означивания. «„Означивание“ как литературный троп подчинен прежде всего задаче запутать значение текста, всяческими способами затемнить его содержание с помощью намеков, многозначности и двусмысленности. В связи с тем, что „означивающая обезьяна“ — это трикстер, „означивание“ предполагает также обман, хитрость, надувательство. „Означивание“ подразумевает и осмеяние, именно поэтому в афроамериканской литературе распространен жанр пародии. Характерна для афроамериканских текстов и другая сторона пародии — переосмысление того, что сказано ранее, с целью обрести свой собственный голос, заявить о себе, не порывая, тем не менее, с традицией».

## Примеры

### The Dozens
Один из примеров означивания — «doing the Dozens». Dozens («игра в дюжины») — это игра, в которой соперники сознательно оскорбляют друг друга с целью проверки моральной устойчивости и способности отражать удар. Том Кочман (Tom Kochman) как пример предложил в книге Rappin' and Stylin' Out: Communication in Urban Black America (1972) следующую фразу: «Твоя маман отправила свою фотку в клуб одиноких сердец, но ее прислали обратно и сказали: „мы не настолько одиноки!“» («Yo momma sent her picture to the lonely hearts club, but they sent it back and said, 'We ain’t that lonely!'»)

### Музыка
Капони (Caponi) описывает «зовы, плачи, выкрики, риффы, лики (licks), дублирующую антифонию» в качестве примеров означивания в афро-американской музыке, в частности в хип-хопе и рэп-дискурсе. Исследовательница объясняет, что означивание отличается от простого повторения или простой вариации:
Риторически или формально — это подшучивание над кем-либо, провокация или в некотором роде осуждение. Но означивание — это также способ продемонстрировать уважение, это «прикалывание» в музыкальном процессе или практике через пародию, пастиш, подтекст, юмор, игру слов или звуков и др. Означивание показывает, среди прочего, либо почтение, либо непочтение к ранее сделанным и установленным музыкальным заявлениям и ценностям.

## Перевод
В отечественном литературоведении нет единого мнения по поводу переводческого эквивалента термина signifyin'. Сложность перевода объясняется в том числе тем, что английское слово «to signify» в афроамериканском дискурсе получает дополнительные значения, связанные с образом Означивающей обезьяны.
А.В. Ващенко передает описанное значение понятия «Signifying monkey», используя русский эквивалент «Дразнящая Мартышка»; в то время как М.В. Тлостанова вводит вариант «сигнифицирующая или означивающая обезьяна», который кажется менее удачным в этом аспекте, однако он позволяет вывести однокоренной термин «означивание» для передачи значения слова «signifyin(g)». Последний эквивалент («означивание») также используется в работах А.В. Богданова, И.В. Гусаровой, П.М. Ермолаева и О.Ю. Пановой; в то время как А.В. Ващенко не переводит термин и говорит о понятии «signifying», используя английское слово в своих рассуждениях.
Вариант «дразнения», предложенный А.В. Ващенко для описания состязания «в оскорблениях, задевающих родичей», скорее передает суть так называемой «игры в дюжины» (doing the Dozens). «По существу, „signifyin(g)“ является методом непрямого спора и убеждения, языком подтекста, а значит, способом создания нового значения, что, пусть и не полностью, передано в эквиваленте „означивание“, который вошел в обиход многих литературоведов».

## Означивание в постмодернистских концепциях
Термин Г.Л. Гейтса (как sygnifyin') не следует путать с «означиванием» (как significance), которое встречается в текстах постструктуралистов и входит в корпус основных концептов теории постмодерна.
Само понятие впервые появляется в работах Ю. Кристевой и связано с представлениями об «игре означающих» (Ж. Лакан), процессуальности смыслопорождения и отказе от референции. Означивание понимается как «движение в сфере означающего», а не определение и «схватывание» внеположного самому тексту или письму Смысла/Логоса.